# 木姜子明孢炱
木姜子明孢炱（学名：Armatella litseae）是属于小煤炱目小煤炱科明孢炱属的一种真菌，寄生在新木姜子属植物上。该种分布于中国、印度。

## 变种
木姜子明孢炱对称变种（学名：Armatella litseae var. boninensis）是属于小煤炱目小煤炱科明孢炱属的一种真菌，寄生在樟属植物上。该种分布于中国、日本。